# Willis (Dietmanns)
Willis ist ein Weiler auf der Gemarkung Dietmanns von Bad Wurzach im Landkreis Ravensburg, welcher bereits im Jahr 1262 als Willins erwähnt wurde.

## Lage
Willis liegt im Naturraum Riß-Aitrach-Platten (Naturraum-Nr. 41), welcher zur Großlandschaft Donau-Iller-Lech-Platte (Großlandschaft-Nr. 4) gehört.
Geografisch liegt Willis im Südbogen des Nordrandes des Niedermoors des Wurzacher Rieds, dadurch grenzt der Weiler direkt an das Naturschutzgebiet Wurzacher Ried, das Vogelschutzgebiet Wurzacher Ried und das FFH-Gebiet Wurzacher Ried und Rohrsee.
Der Weiler befindet sich etwa: 
- 175 m südlich von Taneck
- 600 m südlich von Iggenau
- 2 km südöstlich von Unterschwarzach
- 2,1 km nördlich von Bad Wurzach
- 3,2 km westlich von Dietmanns[6]

### Hydrologisch
Willis liegt im Gewässereinzugsgebiet der Dietmannser Ach, direkt an Willis grenzt zudem das Einzugsgebiet des Wengener Mühlbachs, welcher wie die Dietmannser in die Iller in die Iller mündet. An der Ostecke von Willis münden drei namenlose Bäche (Technischen Namen aus der Amtlichen Gewässerkarte: NN-FB3, NN-HB3 und NN-BU6) in den Wengener Mühlbach.
Der Bach NN-HB3 fließt am südlichen Ortsrand von Willis vorbei, und der NN-BU6 fließt rund 120 m weiter südlich.

## Verkehrsanbindung
Willis ist über die B 465 an das Straßennetz angebunden welche  nach Norden über Tanneck, Iggenau, Unterschwarzach, Eggmannsried, Ampfelbronn, Meßmers, Mühlhausen und Hetzisweiler nach Oberessendorf führt. Dort führt sie auf die B 30, die wiederum nach Norden über Biberach nach Ulm und nach Süden über Bad Waldsee und Ravensburg zum Bodensee verläuft.

### Radverkehr
Willis liegt an einem geschotterten Radweg an der L 314, der parallel zur B 465 verläuft und Teil des Radnetz Baden-Württemberg ist. Wenige hundert Meter nördlich von Willis ist der Radweg in Richtung Norden asphaltiert. Dieser Radweg ist auch Teil des Freizeitnetzes des RadNETZ Baden-Württemberg.

## Kapelle Willis
Die Denkmalgeschützte Wegkapelle in Willis wurde 1851 erbaut. Sie besitzt einen rechteckigen Grundriss mit einer Dreiachtel-Chornische, einem über der Chornische abgewalmten Satteldach versehen, das über der Chornische abgewalmt ist. 
Bei der Kapelle befindet sich auch eine Christusstatuette.